# Kupferron
Kupferron – organiczny związek chemiczny, sól amonowa N-nitrozofenylohydroksyloaminy. Stosowany jako odczynnik kompleksujący jony metali. Jest używany do rozdzielania i oczyszczania miedzi, żelaza, wanadu i toru. Wykorzystuje się go do oddzielania cyny od cynku i miedzi oraz żelaza od innych metali. W chemii analitycznej kupferron używany jest to ilościowego oznaczania wanadu, tytanu i kolorymetrycznego oznaczania glinu.
Kupferron otrzymywany jest z fenylohydroksyloaminy i źródła jonów nitrozowych NO+:
C6H5NHOH  +  C4H9ONO  +  NH3   →  NH4[C6H5N(O)NO]  +  C4H9OH.